# Loligo bleekeri
Loligo bleekeri är en bläckfiskart som beskrevs av Wilhelm Moritz Keferstein 1866. Loligo bleekeri ingår i släktet Loligo och familjen kalmarer. Inga underarter finns listade i Catalogue of Life.

## Bildgalleri

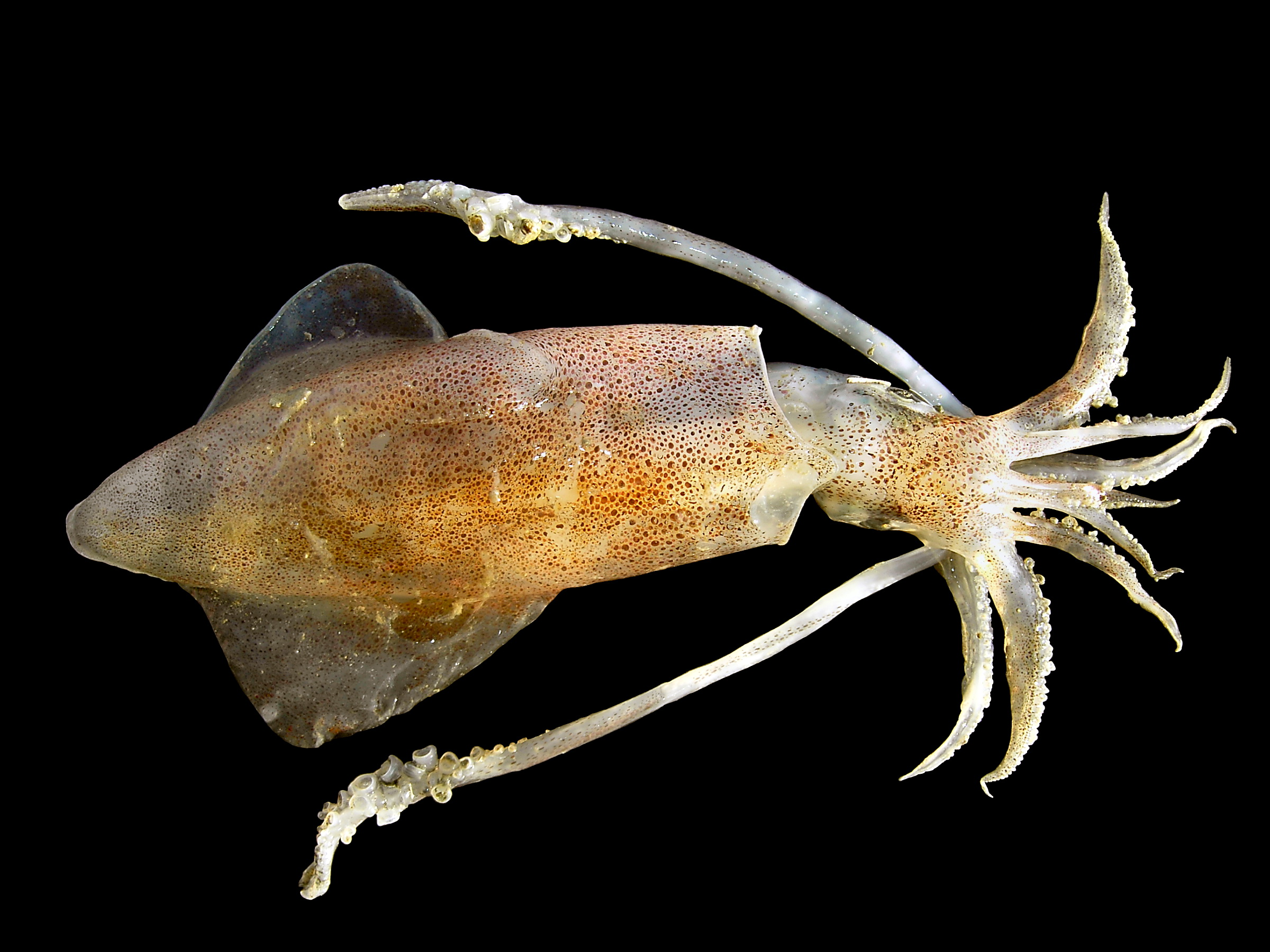